# Crossorhombus howensis
Crossorhombus howensis är en fiskart som beskrevs av Hensley och Randall, 1993. Crossorhombus howensis ingår i släktet Crossorhombus och familjen tungevarsfiskar. Inga underarter finns listade i Catalogue of Life.